# Sergeant Steel
Sergeant Steel ist eine Hard-Rock-Band aus Österreich, die im Jahr 2007 von dem Gitarristen Jack Power zusammen mit dem Sänger Phil Vanderkill und dem Bassisten Cosy Coxx gegründet wurde.

## Geschichte
Jack Power, Phil Vanderkill und Cøsy Cøxx gründeten Sergeant Steel im Oktober 2007. Dabei wurden erste Demosongs im Internet veröffentlicht. Das Dreiergespann begann mit der Suche nach einem Schlagzeuger und einem zweiten Gitarristen. 2008 trafen sich Vanderkill und Chuck Boom zufällig bei einem Konzert und sprachen über alte Zeiten und gemeinsame, vergangene Bandprojekte. Boom zog es wieder in eine musikalisch härtere Richtung, nach vielen Jahren im Jazz- und Popbereich. Nach einem Treffen mit Power waren Sergeant Steel zu viert. Zur gleichen Zeit kontaktierte Cøxx seinen Cousin Kenny King, den vor allem die Queen-Einflüsse der Band beeindruckten. Im August traten Sergeant Steel zum ersten Mal live auf.
2009 stieß Keyboarder Ben Bateman zu Sergeant Steel. Das Debütalbum Lovers & Maniacs, produziert und gemischt von Jack Power, wurde in die USA gesandt. Das Mastering übernahm der Musikproduzent Beau Hill (unter anderem für Alice Cooper, Eric Clapton, Bob Dylan, Ratt, Europe tätig) in Los Angeles, Kalifornien. 2010 wurde Lovers & Maniacs als Eigenveröffentlichung auf den Markt gebracht. Das Album wurde in der internationalen Musikfachpresse bejubelt, wie zum Beispiel im deutschen Metal Hammer (Demo des Monats, Ausgabe 10/2010), Rock Hard Deutschland, Rock It! Deutschland, bei Sleaze Roxx USA und vielen anderen. Im Sommer Ronny Roxx ersetzte Cøsy Cøxx am Bass. Cøxx verließ die Band (vorübergehend) aus persönlichen Gründen, blieb der Band jedoch freundschaftlich verbunden.
2011 unterschrieb Sergeant Steel beim Musiklabel Refused Records. Lovers & Maniacs wurde am 3. Juni 2011 erneut veröffentlicht, und die Band begann mit den Aufnahmen ihres zweiten Albums. Sergeant Steel trafen hierfür den Produzenten und Mischer Michael Wagener (Metallica, Ozzy Osbourne, Janet Jackson, Mötley Crüe, Skid Row) in Nashville, Tennessee. Wagener mischte und masterte ihr zweites Album innerhalb von drei Wochen. Die Band promotete den Amerika-Trip mittels Videoblogs, Studio-Tagebüchern, einem Abschiedskonzert und einem exklusiven Musikvideo (A Song for America: "Heaven Misses An Angel"). Refused Records wurde jedoch kurz darauf eingestellt und die Band war wieder ohne Plattenvertrag.
Im Februar 2013 veröffentlichten Sergeant Steel eine neue Single namens Black Wings Comin. Dabei handelte es sich um die offizielle Hymne des EHC Black Wings Linz (Gewinner der österreichischen Eishockey-Meisterschaften 2003 und 2012). Das Mastering übernahm Peter Mew (The Beatles, Pink Floyd, Deep Purple) aus den Abbey Road Studios, London. Die Band spielte vor Deep Purple – hierfür wurde eine Special-CD namens Clam Rocks veröffentlicht – und The Sweet. Am 6. September veröffentlichten Sergeant Steel ihr zweites Album Men on a Mission und zwei Videos über ihr eigenes Musiklabel Boyz Tyme Records. Als Single wurde Cry Out Your Heart, Baby! ausgekoppelt, die auch Air Play auf Life Radio erhielt.

## Stil
Stilistisch haben sich Sergeant Steel dem traditionellen Hard Rock verschrieben, dessen Wurzeln in den 1970ern und 1980ern liegen. Oftmals werden sie mit Bands wie Queen, Bon Jovi, Aerosmith, Judas Priest, Rainbow, Guns n’ Roses und Deep Purple verglichen. Sie selbst bezeichnen sich als Österreichs „Hard Rock Band Number 1“.

## Diskografie

### Alben
- 2009: Lovers & Maniacs (CD & Download; 2010: Eigenproduktion, 2011: Refused Records)
- 2013: Men on a Mission (CD & Download, Boyz Tyme Records)
- 2015: Riders of the Worm (CD & Download, Boyz Tyme Records)
- 2018: Best Of (LP & Download, Boyz Tyme Records)
- 2021: Truck Tales (CD & Download, Boyz Tyme Records)
- 2023: Mister Sippi (CD & Download, Metalapolis Records)

### EPs
- 2013: Clam Rocks (limited CD, Eigenproduktion)

### Singles
- 2012: Heaven Misses an Angel (Promotional Single, Eigenproduktion)
- 2013: Black Wings Comin’ (Download, Boyz Tyme Records)
- 2013: Cry Out Your Heart, Baby! (Download, Boyz Tyme Records)
- 2013: Sweet 16 (Promotional Single, Boyz Tyme Records)
- 2015: Dirty Habits (Download, Boyz Tyme Records)
- 2016: Winter Wonderland (CD & Download, Boyz Tyme Records)
- 2020: Fight Fire With Fire (Download, Boyz Tyme Records)
- 2021: Hunter (Download, Boyz Tyme Records)
- 2021: Nightmare (Download, Boyz Tyme Records)
- 2021: Vodoo Queen (Download, Boyz Tyme Records)
- 2021: Backseat Lover (Download, Boyz Tyme Records)
- 2023: Please Me, Tease Me (Download, Metalapolis Records)
- 2023: Mama Didn'Raise No Fool (Download, Metalapolis Records)
- 2023: Alive (Download, Metalapolis Records)
- 2023: Down To Mississippi (Download, Metalapolis Records)